# Ян Казимир Вільчинський
Ян Казимир Вільчинський (пол. Jan Kazimierz Wilczyński) — лікар, коллекціонер, створив «Віленський альбом».

## Біографія
Народився в Ясонісі (нині — Утенського району Литви). Закінчивши гімназію в Трошкунах (1822), вступив до Віленського університету та закінчив медичний факультет (1827), але іспити за станом здоров'я не складав. Удосконалювався за кордоном. З 1831 був практикуючим лікарем у Варшаві. Повернувся до Вільні у 1835 році. Склав іспити у Віленській медико-хірургічній академії та отримав диплом лікаря (1842).
Працював лікарем. Захоплювався колекціонуванням предметів старовини та творів мистецтва. З ініціативи та за підтримки Вільчинського у 1843 році реставрувалася каплиця Святого Гіацинта на Погулянці, для якої було виготовлено нову дерев'яну статую. З 1840-х років, заручившись підтримкою колег та меценатів, займався виданням збірки естампів «Віленський альбом». Складався членом-співробітником Віленської археологічної комісії. Похований на цвинтарі Расу у Вільнюсі.

## Віленський альбом
Відомий головним чином як укладач та видавець «Віленського альбому» («Album de Wilna») — серії альбомів літографій, присвячених Вільнюсу: види міста та його околиць, пам'ятки та пам'ятки культури, окремі будівлі, портрети діячів історії та культури. Альбоми друкувалися в Парижі, у друкарні Лемерсьє, у 1842—1875 роках у шести випусках, неоднакових за обсягом та форматом, у двох варіантах — дорожчі кольорові літографії та дешевші монохромні.
Серед перших естампів була літографія за картиною Яна Дамеля «Відступ французької армії за Ратушною площею 1812 року» (1846), виконана Віктором Адамом (стаффаж) та Луї Бішебуа (архітектурний пейзаж). До альбому увійшли панорамні лірико-романтичні пейзажі «Вільно з північного заходу» та «Костел місіонерів» за малюнком М. Е. Андріоллі, «Калварія» та «Передмістя Сніпишки» І. Ф. Хруцького, зображення інтер'єрів — В'яркяйського палацу та бернардинського костелу за малюнками Садовнікова, костел(літографія І. Деруа, 1847). Третя серія «Віленського альбому» (1850) представляла старовинну графіку, дев'ять нових естампів із мідних гравюр на малюнки Франциска Смуглевича на теми польської історії.
Значне місце в альбомі посіли репрезентаційні портрети історичних особистостей (Стефан Баторій, Варвара Радзивілл) та великих вчених, меценатів, культурних та громадських діячів Литви (естампи Адольфа Лафосса з портретами єпископа Мотеюса Валанчюса, графа Євгенастаха інших, тринітаріїв на Антоколі).
Крім високої художньої цінності, «Віленський альбом» є важливим джерелом іконографічної інформації про будівлі, що не збереглися, і пам'ятки архітектури, вигляд яких суттєво змінився.